# Brasil nos Jogos Olímpicos de Inverno da Juventude de 2016
O Brasil participou dos Jogos Olímpicos de Inverno da Juventude de 2016, a serem realizados em Lillehammer, na Noruega. A delegação brasileira contou com um total de dez atletas em cinco esportes.

## Bobsleigh

### Feminino
Jéssica Victória

### Masculino
Marley Linhares

## Curling

### Equipe mista
Elian Rocha

Giovanna Barros

Raissa Rodrigues

Victor Cesar Santos

## Esqui Alpino

### Masculino
Michel Macedo

## Esqui Cross-Country

### Masculino
Altair Firmino

## Skeleton

### Feminino
Laura Amaro

### Masculino
Robert Neves